# Tricholita chipeta
Tricholita chipeta är en fjärilsart som beskrevs av Barnes 1904. Tricholita chipeta ingår i släktet Tricholita och familjen nattflyn. Inga underarter finns listade i Catalogue of Life.